# Калинівка (Запорізький район)
Кали́нівка (МФА: [kɐˈɫɪɲiu̯kɐ] ( прослухати); до 2016 року — Калініна) — селище в Україні, у Комишуваській селищній громаді Запорізького району Запорізької області. Населення становить 208 осіб. До 2016 орган місцевого самоврядування - Щасливська сільська рада.

## Географія
Селище Калинівка знаходиться на відстані 1 км від села Трудолюбівка та за 2 км від села Новомихайлівка.

## Історія
- 1917 — дата заснування.
- 7 (20) листопада 1917 року, відповідно до Третього Універсалу Української Центральної Ради, увійшло до складу Української Народної Республіки[1].
- 12 червня 2020 року, відповідно до Розпорядження Кабінету Міністрів України від № 713-р «Про визначення адміністративних центрів та затвердження територій територіальних громад Запорізької області», увійшло до складу Комишуваської селищної громади[2].
- 19 липня 2020 року, в результаті адміністративно-територіальної реформи та ліквідації Оріхівського району, селище увійшло до складу Запорізького району[3].